# Amstel
Amstel je řeka v provincii Severní Holandsko v Nizozemí, která protéká městem Amsterdam. Je dlouhá 31 km. Název je odvozen od „Aeme stelle“, staro-nizozemský výraz pro „území oplývající vodou“.

## Průběh toku
Původně vznikala soutokem dvou zdrojnic Drecht a Kromme Mijdrecht, jižně od Uithoornu. Nicméně po výstavbě kanálu Amstel-Drecht začíná řeka v blízkosti města Nieuwveen na soutoku Drechtu a Aarkanaalu. Odvádí také vodu ze své původní zdrojnice Kromme Mijdrecht a řek Bullewijk a Waver. Řeka ústila do zálivu Ij, nicméně v roce 1936 byla poslední část řeky (nazývaná Rokin) zasypána a řeka na nyní končí na náměstí Spui v Amsterdamu, odkud je dále spojena prostřednictvím kanálů se zálivem Ij.